# Karagümrük
Karagümrük (de kara « terre » et gümruk « douane », la « douane terrestre ») est l'un des 57 quartiers du district de Fatih sur la rive européenne d'Istanbul, en Turquie. En 2014, sa population s'élève à 11 230 habitants.

## Transports
Le quartier est desservi par la station Topkapı-Ulubatlı de la ligne M1 du métro d'Istanbul.